# Casa Soler (Navars)
La Casa Soler és una masia de Navars (Bages) inclosa a l'Inventari del Patrimoni Arquitectònic de Catalunya.

## Descripció
Edifici civil. Masia orientada a l'est. Tipus I i II de la classificació de J. Danés. De tres plantes, amb grans finestrals en l'ampliació feta el 1881. Elements escultòrics d'interès. Material de construcció = pedra.

## Història
Consta en el fogatge de 1553. A l'arxiu de la casa hi ha documents del 1500. Una inscripció sobre un finestral senyala la data de 1757. Sobre la porta hi ha la data del 1700. Una ampliació al costat de la façana fou feta el 1881 per Ramon Soler. Sobre un finestral hi ha l'escut heràldic.